# Maytenus boaria
Maytenus boaria és una espècie d'arbre de la família de les celastràcies que és nadiu de Sud-amèrica extratropical.

## Descripció
És un arbre perennifoli, elegant, que arriba a mesurar 20 m d'alçada. Té branques primes, copa ampla i tronc recte. Les seves fulles són petites, simples, alternes, el·líptiques, de vora serrada fina, color verd clar, d'entre 2,5 i 5 cm de longitud, proveïdes d'un pecíol curt. Les flors són petites; les masculines són de color groc marronós i les femenines verdes amb línies porpres. En un mateix arbre poden haver-hi flors femenines, masculines o hermafrodites. Floreixen de mitjans de novembre a gener. El fruit és una càpsula groga bivalva, que conté una o dues llavors i es troba coberta per una membrana de color vermell. Les seves llavors tenen un gran poder de disseminació.

## Distribució i hàbitat
A Argentina habita al peu de la serralada dels Andes, a la Terra del Foc, Santa Cruz, Chubut, Río Negro, Neuquén, Mendoza i San Juan, comptant amb una població aïllada a les serralades de Córdoba i a les serralades de San Luis. Potser es trobi també a les serralades les serres de Misiones.
Al Brasil habita a les serres de l'estat de Rio Grande do Sul. A Bolívia i el Perú habita al sud. A Xile habita des de Tarapacá fins a Magallanes, però actualment se'l troba en zones molt restringides del sector sud de la serralada dels Andes, i gairebé mai a la zona litoral.
Creix en terrenys fèrtils, requereix abundant humitat i és de creixement lent. Malgrat els seus requisits d'humitat, és gairebé sempre el primer dels arbres que es troba al límit oriental dels boscos andí-patagons, allà on es produeix l'ecotò amb les estepes de la Meseta patagona. En trobar-se sempre en ambients humits, es creu que són indicadors de napes o corrents d'aigua quan estan associats amb Lomatia hirsuta.

## Cultiu i usos
Aquest arbre ha estat plantat i s'ha aclimatat a Califòrnia i a Espanya, tot i que no se'l veu fora de col·leccions. També s'ha plantat a la costa nord del Pacífic dels Estats Units. Els arbres que creixen als boscos de l'Argentina viuen en un clima més continental i són més resistents al fred que els de Xile; però cap font de procedència s'ha seleccionat de l'Argentina per al seu cultiu a Europa.
Sol ser una espècie usada com a llenya, per a produir carbó vegetal, i com a aliment per a bestiar d'on prové el seu nom (boaria significa "relatiu al bestiar" en llatí), perquè els animals busquen afanyosament les seves fulles per menjar. Les flors combinades amb les abelles europees introduïdes produeixen una deliciosa mel.